# Kęstutis Marčiulionis
Kęstutis Marčiulionis, född 4 april 1977 i Kaunas, dåvarande Sovjetunionen, är en litauisk basketspelare som tog OS-brons 2000 i Sydney. Detta var Litauens tredje bronsmedalj i rad i herrarnas turnering i basket vid olympiska sommarspelen. Under sin studietid i USA så spelade han basket på University of Delaware.